# Południowy Pacyfik (film 1958)
Południowy Pacyfik (ang. South Pacific) – amerykański film z 1958 roku w reżyserii Joshui Logana.

## Obsada
- Ron Ely jako nawigator
- Floyd Simmons jako Bill Harbison
- Ken Clark jako Stewpot
- Jack Mullaney jako profesor
- Russ Brown jako kapitan George Brackett
- France Nuyen jako Liat
- Juanita Hall jako Krwawa Mary
- Ray Walston jako Luther Billis

## Nagrody i nominacje
| Nazwa nagrody | Wygrane                          | Nominacje |
| Oscar         | 1959 Najlepszy dźwięk Fred Hynes | 1959 Najlepsza muzyka w musicalu Alfred Newman, Ken Darby Najlepsze zdjęcia – filmy kolorowe Leon Shamroy                      |
| Złoty Glob    | 1959 bez rezultatu               | 1959 Najlepsza aktorka w komedii lub musicalu Mitzi Gaynor Najlepszy musical Buddy Adler Debiutująca aktorka roku France Nuyen |
| WGA           | 1959 bez rezultatu               | 1959 Najlepszy scenariusz musicalu Paul Osborn                                                                                 |

## Wyróżnienia
| Rok wyróżnienia | Amerykański Instytut Filmowy                           | Miejsce |
| --------------- | ------------------------------------------------------ | --- |
| 2004            | Lista 100 najlepszych piosenek filmowych wszech czasów | 28. miejsce Some Enchanted Evening, wyk. Rossano Brazzi, muzyka Richard Rodgers, słowa Oscar Hammerstein II |